# ميل بيرسون
ميل بيرسون (بالإنجليزية: Mel Pearson)‏ هو لاعب هوكي الجليد أمريكي وكندي، ولد في 8 فبراير 1959 في فانكوفر في كندا.

## وصلات خارجية
- ميل بيرسون على موقع HockeyDB.com (الإنجليزية)